# Fuerza de Defensa de Belice
La Fuerza de Defensa de Belice (FDB): (en inglés: Belize Defence Force) es el nombre oficial del Ejército de Belice y es la entidad responsable de proteger y defender  la soberanía del país centroamericano. La Fuerza de Defensa de Belice esta bajo la jurisdicción del Ministerio de Seguridad Nacional, que actualmente está encabezado por el Hon. Michael Peyrefitte; la propia Fuerza de Defensa de Belice está liderada por el general de brigada Steven Ortega. En 2012, el gobierno de Belice gastó alrededor de 17 millones de $ en el ejército, lo que constituye el 1.08% del producto interno bruto del país.

## Historia

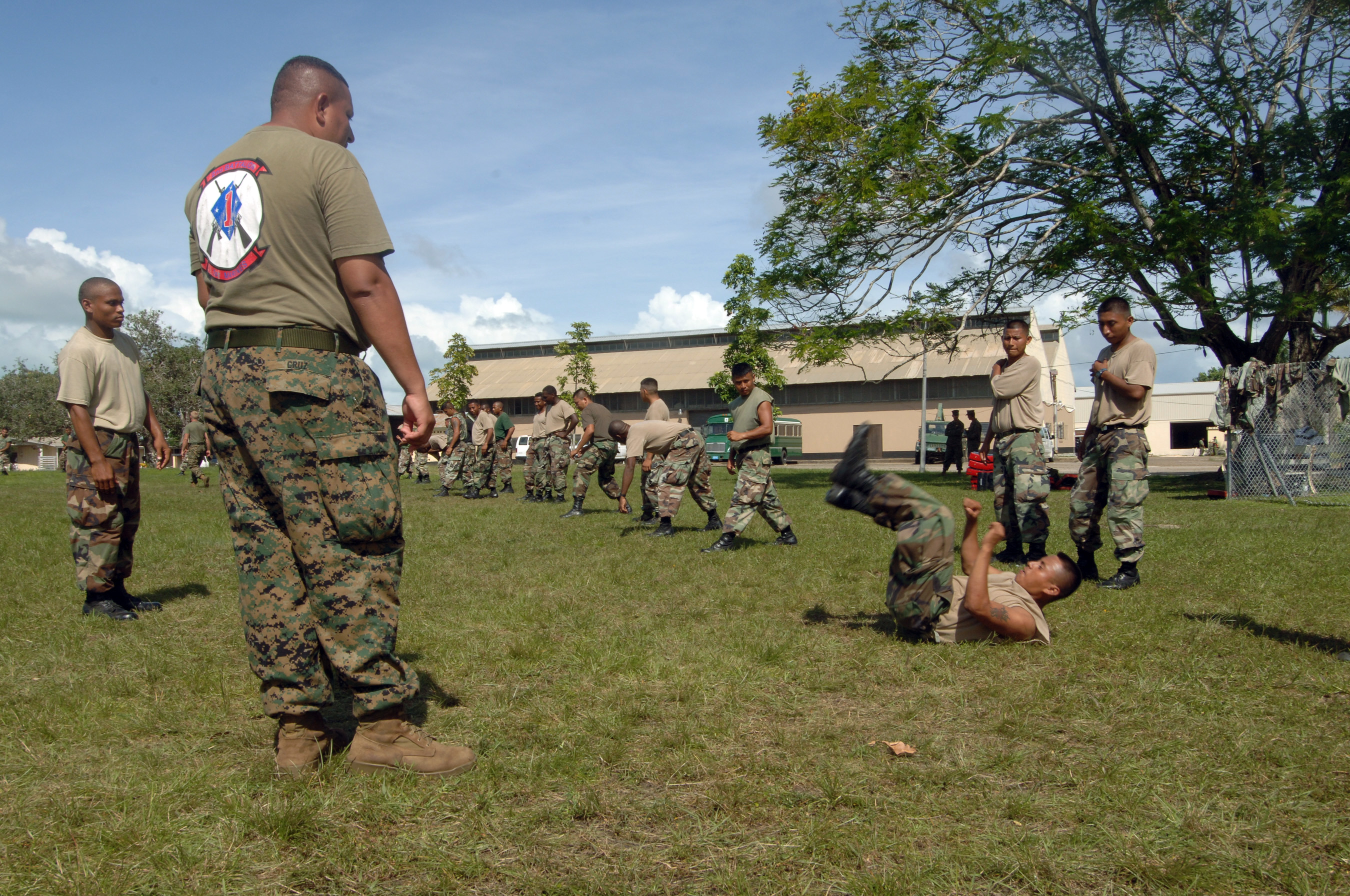
Soldados beliceños siendo entrenados por marines estadounidenses.

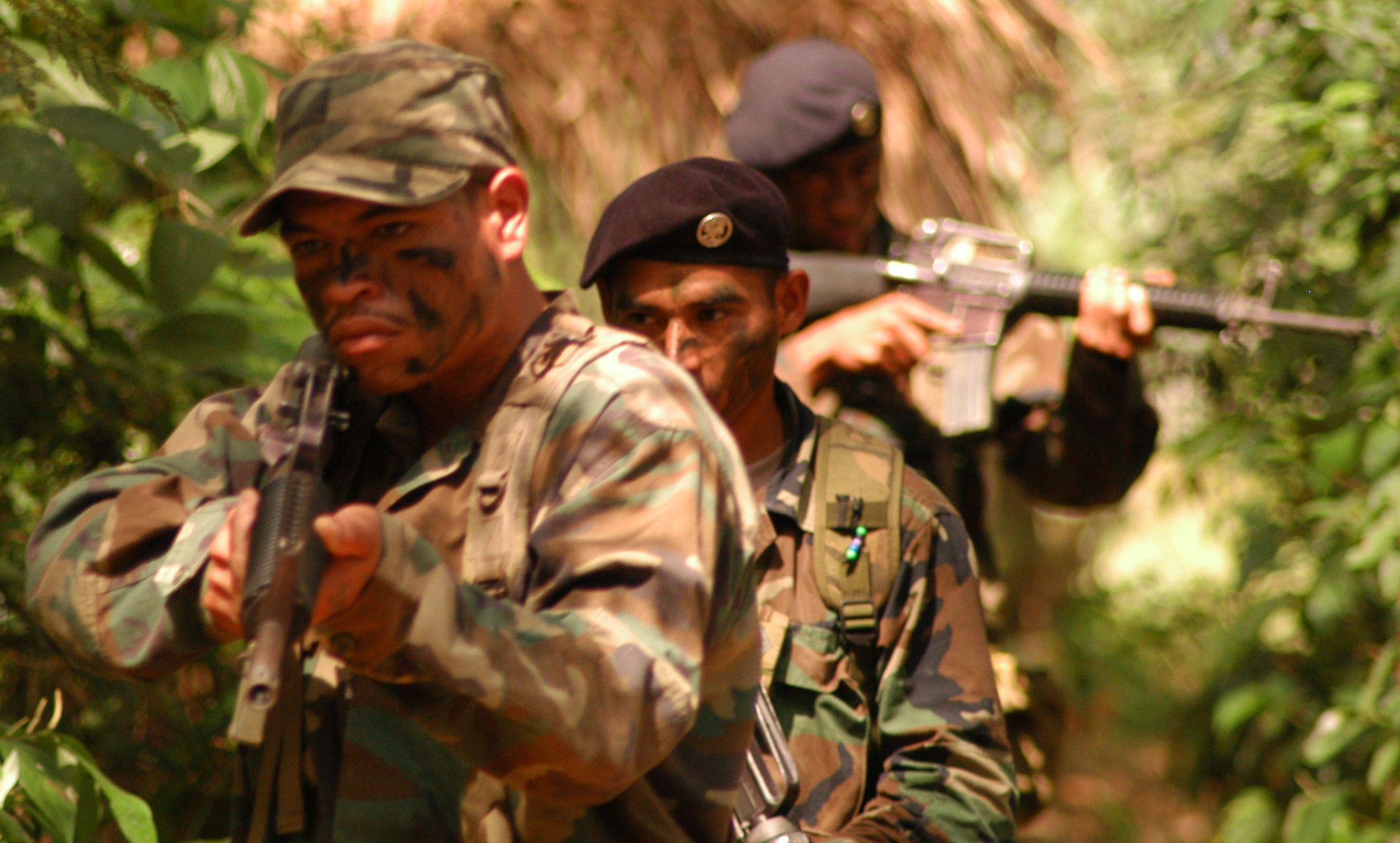
Soldados del ejército de Belice con fusiles de asalto M16A2

La Historia del ejército de Belice se remonta desde el año de 1817, cuando se fundó La Real Milicia de Honduras del Príncipe Regente, una organización de voluntarios. Entre 1817 y 1978, la fuerza militar en Belice ha tenido diez nombres diferentes:
- La Milicia Real del Príncipe Regente (1817-1866)

- La Fuerza de Voluntarios de Belice (1866-1868)

- El Cuerpo de Voluntarios de Belice (1868-1883)

- La Fuerza de Voluntarios de Infantería Ligera de Belice (1897-1905)

- Voluntarios de Honduras Británica (1905-1916)

- Fuerza Territorial de Honduras Británica (1916-1928)

- Fuerza de Defensa de Honduras Británica (1928-1944)

- Guardia Nacional de Honduras Británica (1942-1943)

- Guardia de Voluntarios de Honduras Británica (1943-1973)

- Guardia Voluntaria de Belice (1973-1977)

La Fuerza de Defensa de Belice se fundó en 1978 tras la disolución de la Guardia Voluntaria de Belice y la Fuerza Especial de Policía el año anterior
Después de que Belice logró su independencia en 1981, el Reino Unido mantuvo una fuerza militar disuasorias  en el país para protegerlo de una posible  invasión de Guatemala. Durante la década de 1980, esto fuerza militar incluyó un batallón del Ejército Británico y un escuadrón de Harriers de la Real Fuerza Aérea . La principal fuerza militar británica se retiró en 1994, tres años después de que Guatemala reconoció la independencia de Belice, pero el Reino Unido mantuvo una presencia a través de la Unidad de Entrenamiento y Apoyo del Ejército Británico de Belice (BATSUB) y el Escuadrón N° 25 del Cuerpo Aéreo del Ejército Británico hasta 2011, cuando las últimas fuerzas británicas abandonaron el cuartel de Ladyville, con excepción de los asesores adscritos. El ala marítima de la Fuerza de Defensa de Belice pasó a formar parte del Servicio de Guardacostas de Belice en noviembre de 2005.
En octubre de 2015, debido a las crecientes tensiones entre Belice y Guatemala y el recorte británico de las bases militares en todo el mundo para centrarse en la Guerra contra el terrorismo de 2011, Belice solicitó al Reino Unido el regreso de la Unidad de Entrenamiento y Apoyo del Ejército Británico como fuerza disuasoria contra Guatemala; el Gobierno del Reino Unido accedió y la Unidad de Entrenamiento y Apoyo del Ejército Británico regreso a Belice.

## Organización

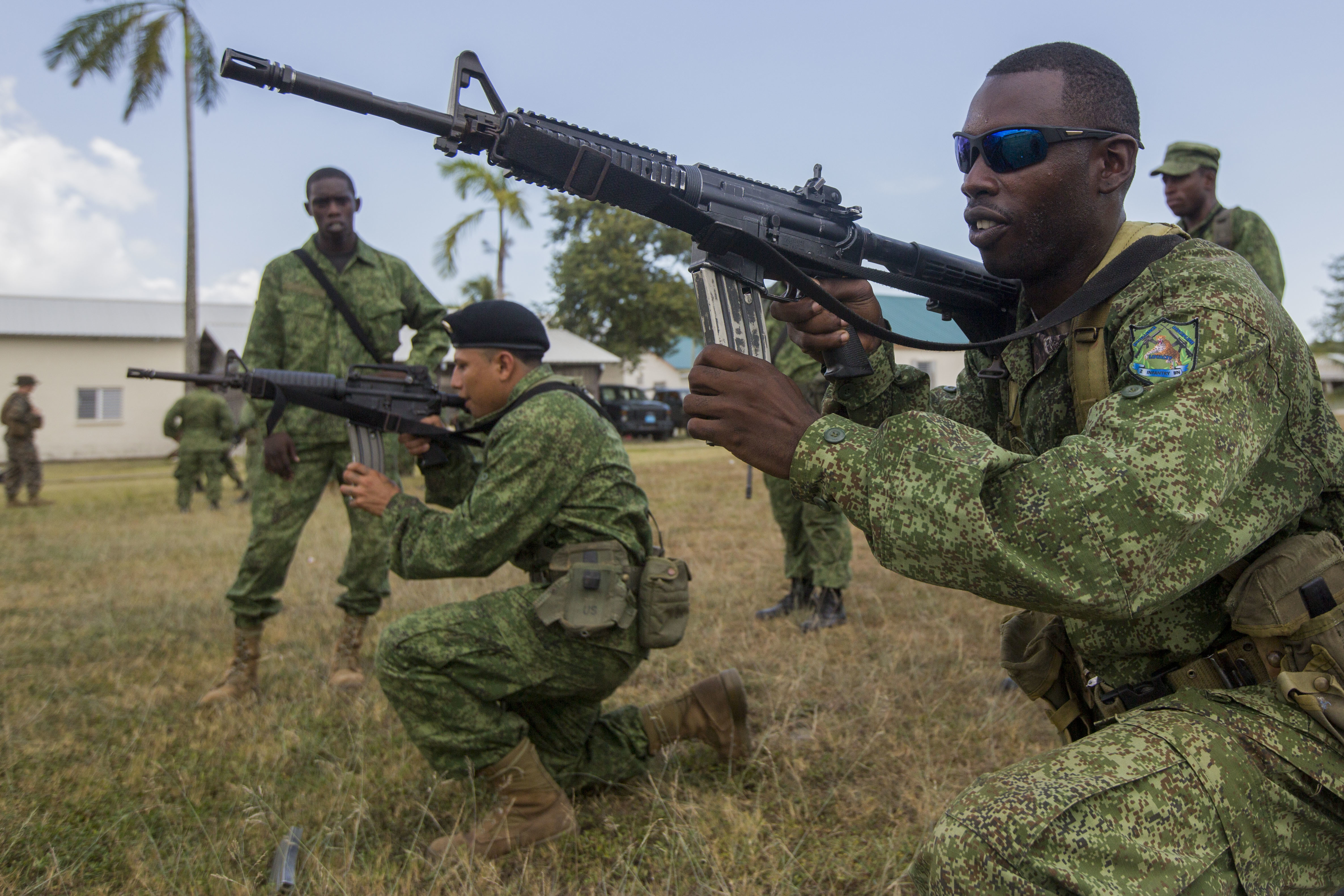
Soldados de la BDF del 2.º Batallón, vestidos con camuflaje EMR, entrenando.

La Fuerza de Defensa de Belice consta de:
- Dos batallones de infantería, cada uno con tres compañías.

### Primer Batallón
El Primer Batallón de Infantería nació en 1993. Esto fue resultado directo de la decisión del Gobierno británico de retirar las Fuerzas Británicas de Belice y entregar la Defensa de Belice a los beliceños. Desde entonces, el batallón participó en extensos ejercicios militares en Belice y una parte de su personal fue seleccionada para participar en las Operaciones de Paz de las Naciones Unidas en Haití. El batallón consta de tres compañías de infantería y un pequeño personal del cuartel general. Opera en todo el país alternando del Sur al Norte del país. Actualmente, está estacionado en la Base de Camp Fairweather, Punta Gorda en el Distrito de Toledo con sus dos compañías y en la Ciudad de Belice marginando una presencia para cumplir con su tarea según lo estipulado en la Ley de Defensa. Cada febrero, los batallones se alternan entre Ladyville y Punta Gorda.

### Segundo Batallón
El Segundo Batallón de Infantería, una combinación de hombres y mujeres soldados, se formó el 1 de octubre de 1994. El Batallón en ese momento tenía tres Compañías de Infantería Sierra, Alpha y Echo. Para el período del 31 de octubre de 2000 al 31 de agosto de 2002, la nomenclatura del Batallón fue revocada y redesignada como Comando Terrestre. Convertirse en Comando Terrestre del Sur (CTS) o Comando Terrestre del Norte (CTN) dependiendo de la rotación. El Comando Terrestre del Norte comprende el Distrito de Cayo, una división de la Carretera Hummingbird, los Distritos de Belice, Orange Walk y Corozal. El Comando Terrestre del Norte comprende los distritos de Toledo y Stann Creek y una parte de la carretera Hummingbird. Actualmente, estas áreas se designan como áreas de responsabilidad táctica del batallón (Batallón TAOR) y los cuarteles generales de comando se basaron en la rotación entre Price Barracks y Fairweather Camp en Punta Gorda. El 31 de agosto de 2002, El Comando Terrestre del Norte y Comando Terrestre del Sur volvieron a ser el Segundo Batallón de Infantería. Esto estaba bajo el mando del teniente coronel Reynolds Lewis. Sin embargo, esta vez le asignaron a las compañías los nombre de Hotel, Golfo y Sierra.

### Batallón de Voluntarios
La historia de Honduras Británica no estaría completa sin la historia del papel desempeñado por los soldados voluntarios que se unieron y lucharon por preservar sus tierras, sus hogares y, de hecho, su propia existencia. En 1866, el destacamento del 4.º Regimiento de las Indias Occidentales fue derrotado en batalla por los indios cerca de Orange Walk. Se inscribieron voluntarios en Belice y se enviaron al Hondo para hacer frente a las incursiones indígenas a nivel local. En enero de 1881, los voluntarios se formaron en cuatro compañías, A, B, C y D. En 1897, se formó Belice Infantería Ligera de Voluntarios de Belice. El 25 de noviembre de 1904 se formó una Compañía de Infantería montada. Esta Compañía justificó desde muy temprano su existencia proporcionando a los voluntarios una valiosa fuerza móvil durante los disturbios indios en el Distrito Occidental. El 4 de agosto de 1914 llegó a Belice la asombrosa noticia de que Gran Bretaña había declarado la guerra a Alemania en defensa de Bélgica. La fuerza fue inmediatamente llamada al servicio activo. Más tarde, cuando se aceptó otra oferta de hombres, se enviaron a Inglaterra 100 hombres al mando del teniente R. H. Furness. Estos hombres causaron tan buena impresión que se pidió más hombres y se envió un segundo contingente de más de 400 hombres.
Hombres deseosos de servir pero que no podían ir al extranjero por una razón u otra se unieron a los voluntarios y aumentaron la fuerza a más de 1000. Se formaron compañías de Voluntarios en Corozal, Stann Creek, El Cayo y Orange Walk, y destacamentos en Benque Viejo y Hill Bank.
En agosto de 1928, esta fuerza se disolvió y se formó una nueva fuerza de cuatro pelotones renombrada como Fuerza de Defensa de Honduras Británica.

### Batallón de Apoyo
El Batallón de Apoyo dirige los pelotones de especialistas de la Fuerza de Defensa de Belice. Son la Compañía Administrativa, el Pelotón de Morteros, el Pelotón de Señales, el Pelotón Reconocimiento y el Pelotón de Ingenieros de Combate. El pelotón de ingenieros de combate, anteriormente conocido como los pioneros de asalto en los primeros días de la FDB , tiene equipo pesado a su disposición y está capacitado para renovar y erigir edificios, así como para participar en la construcción. Parte de la unidad de ingenieros es un equipo de artefactos explosivos. Su función es desactivar o destruir bombas y realizar trabajos de demolición.

### Ala Aérea de la Fuerza de Defensa de Belice
El Ala Aérea o Grupo Aéreo de la Fuerza de Defensa de Belice es la rama de aviación militar de la Fuerza de Defensa de Belice, formada en 1983 y tiene su sede central en el Aeropuerto Internacional Philip S. W. Goldson en Ladyville. Las principales tareas del Ala Aérea son reconocimiento, búsqueda y rescate en accidentes aéreos, la de evacuación de emergencia de un paciente de una zona de combate, reabastecimiento aéreo y transporte de tropas. Además, ayudan a la policía en las operaciones de interdicción de drogas y contra el contrabando, y pueden ser convocados por el ala marítima. Se compraron dos Britten-Norman Defenders (registro BDF-01 y BDF-02) al Reino Unido, los cuales formaron la columna vertebral del ala aérea durante años. Los dos aviones podrían estar equipados con armamento ligero, lo que los convierte en el primer avión armado en la historia de Belice. Las fuerzas Británicas en Belice mantuvieron una posición fuerte durante los años ochenta y fue solo en 1990, doce años después de su formación, que tres beliceños tomaron el mando de la Fuerza de Defensa de Belice como Comandante de ésta, Comandante de la Guardia, Comandante del Ala Aérea y Marítima.

#### Unidad Especial de Botes
La Unidad Especial de Botes es el componente marítimo de la Fuerza de Defensa de Belice que se encuentra bajo la jurisdicción y mandato del Ala Aérea de la Fuerza de Defensa de Belice. Su jurisdicción incluyen principalmente todo el país, en especial de la seguridad y protección de todos los ríos y las costas del país. Las tropas de la unidad especial están a cargo de evitar de que ocurran actividades ilegales dentro del país ranto en los ríos como en la costa. Tienen una variedad de barcos que incluyen motores fuera de borda y propulsión a chorro, sin embargo, se están moviendo más hacia las capacidades fluviales porque su mandato incluye principalmente ríos. Para distinguirlos de la guardia costera, debido a que su uniforme es similar, es que la gente de la unidad especial de botes usa digitales azules mientras que la guardia costera usa azul completo. Los guardacostas se encuentran principalmente a lo largo de los mares, mientras que restringen su presencia principalmente a las zonas ribereñas.

### Banda de Música
La Banda de Música de la Fuerza Especial de Botes se formó el 1 de enero de 1978 a partir de la antigua Banda de Guardia Voluntaria de Belice, bajo el mando del difunto Suboficial Clase 1, Walter P. Lamb. La banda se formó originalmente en 1947 a partir de North Caribbean Force (Batallón de Belice) fundamentalmente como Cuerpo de tambores y cornetas, en Mount Pleasant Creek, Central Farm en el Distrito de Cayo. En 1952, agregó la sección de metales al Cuerpo de tambores y cornetas, que era el núcleo de lo que evolucionaría hacia la actual banda musical de Fuerza de Defensa de Belice.

### Reserva
Hay tres compañías de reserva.

## Fuerza de Operaciones Especiales

#### Grupo de asignación especial de Belice (BSAG)
Es una unidad de élite de la Fuerza de Defensa de Belice, encargada de realizar operaciones de alto riesgo que requieren habilidades y capacidades militares especializadas. No se sabe mucho sobre el grupo, lo que probablemente sea intencional, ya que también está diseñado para manejar operaciones encubiertas.

## Equipamiento
| Arma             | País de Origen | Tipo                               | Cantidad |
| ---------------- | -------------- | ---------------------------------- | -------- |
| Carl Gustav M2   | Suecia         | Arma antitanque y arma antipersona | 6        |
| Mortero L16 81mm | Reino Unido    | Mortero                            | 6        |

| Aeronave                        | País de Origen | Tipo                 | Cantidad en Servicio |
| ------------------------------- | -------------- | -------------------- | -------------------- |
| Avión Britten-Norman BN-2       | Reino Unido    | Transporte / Defensa | 1                    |
| Helicóptero Bell UH-1H          | Estados Unidos | Defensa              | 1                    |
| Avión Slingsby T67 Firefly M260 | Reino Unido    | Entrenamiento Básico | 1                    |

| Nave                    | País de Origen | Tipo                 | Cantidad en Servicio |
| ----------------------- | -------------- | -------------------- | -------------------- |
| Bote de Patrulla Seabee | Estados Unidos | Transporte / Defensa | 8                    |

## Instalaciones y bases militares
1. Área de entrenamiento de Mountain Pine Ridge: al sur de Belmopán utilizada para la guerra en la jungla por las fuerzas de Belice, EE. UU., Alemania, Países Bajos y Reino Unido.
2. Price Barracks - Ladyville - Cuartel Central de Ala Aérea de la Fuerza de Defensa de Belice y antigua base de helicópteros británica; lleva el nombre del Primer primer ministro del país, George Cadle Price
3. Fairweather Camp - Punta Gorda Town - Cuartel Central para el Segundo Batallón y antigua base militar británica
4. Aeropuerto de Orange Walk (Ejército) - Distrito de Orange Walk
5. Belizario - San Ignacio Camp - Base zona fronteriza
6. Centro de Entrenamiento Corozal - Corozal Town
7. Centro de entrenamiento de Dangriga - Dangriga
8. Aeropuerto Internacional Philip S. W. Goldson - base aérea principal
9. Pista de aterrizaje Héctor Silva - pequeña base ubicada al sur de la pista de aterrizaje; esta es una pista de aterrizaje secundaria y fue utilizada por el ejército británico
10. El aeropuerto de Punta Gorda es una pista de aterrizaje secundaria
11. Cayo St. George (Ejército)
12. Holdfast Camp (Ejército)
13. Baldy Beacons (Ejército)
14. Rideau Camp (Ejército)
15. Salamanca Camp (Ejército)
16. Salón de la milicia - Ciudad de Belice